# Michael Arndt
Pour les articles homonymes, voir Arndt.
Michael Arndt est un scénariste américain.

## Biographie
Michael Arndt commence sa carrière cinématographique dans les années 1990, en tant qu'assistant de l'acteur Matthew Broderick sur les tournages de Addicted to Love (1997) et Inspecteur Gadget (1999).
Il écrit son premier scénario, Little Miss Sunshine, qui sort en 2006. Il obtient l'Oscar du meilleur scénario original.
Sur une histoire de Lee Unkrich, John Lasseter et Andrew Stanton, il écrit le scénario du film d'animation Toy Story 3, sorti en 2010. Il reçoit l’année suivante une nomination à l’Oscar du meilleur scénario adapté, une nomination à l’Oscar du meilleur film et gagne l’Oscar du meilleur film d’animation.
En 2012, il est officiellement annoncé comme le scénariste de Star Wars, épisode VII : Le Réveil de la Force mais est finalement remplacé par Lawrence Kasdan.
Il utilise parfois les pseudonymes de Michael DeBruyn et Rick Kerb.

## Filmographie
Sauf indication contraire, les informations mentionnées dans cette section peuvent être confirmées par la base de données cinématographiques IMDb,  présente dans la section « Liens externes ».
- 2006 : Little Miss Sunshine de Jonathan Dayton et Valerie Faris
- 2010 : Toy Story 3 de Lee Unkrich
- 2013 : Oblivion de Joseph Kosinski (coécrit avec Joseph Kosinski, William Monahan et Karl Gajdusek)
- 2013 : Hunger Games : L'Embrasement (The Hunger Games: Catching Fire) de Francis Lawrence (coécrit avec Simon Beaufoy)
- 2015 : Randonneurs amateurs (A Walk in the Woods) de Ken Kwapis (coécrit avec Bill Holderman)
- 2015 : Star Wars, épisode VII : Le Réveil de la Force (Star Wars Episode VII: The Force Awakens) de J. J. Abrams (coécrit avec J. J. Abrams et Lawrence Kasdan)
- 2017 : The Greatest Showman de Michael Gracey (coécrit avec Jenny Bicks et Bill Condon)
- 2023 : Hunger Games : La Ballade du serpent et de l'oiseau chanteur (The Ballad of Songbirds and Snakes) de Francis Lawrence

## Distinctions principales
Source et distinctions complètes : Internet Movie Database

### Récompenses
- Oscars 2007 : meilleur scénario original pour Little Miss Sunshine
- British Academy Film Awards 2007 : meilleur scénario original pour Little Miss Sunshine
- Saturn Awards 2016 : Meilleur scénario pour Star Wars, épisode VII : Le Réveil de la Force

### Nominations
- Oscars 2011 : meilleur scénario adapté pour Toy Story 3
- British Academy Film Awards 2011 : meilleur scénario adapté pour Toy Story 3
- Saturn Awards 2011 : meilleur scénario pour Toy Story 3
- Annie Awards 2011 : meilleur scénario d'un film d'animation pour Toy Story 3